# IPod Touch (2 поколение)
iPod Touch (2 поколение) (продается как «новый iPod touch» и в просторечии известен как iPod Touch 2G, iPod Touch 2 или iPod 2) — это мобильное устройство с поддержкой мультитач, разработанное и продаваемое Apple Inc. с сенсорным пользовательским интерфейсом. Преемник iPod Touch 1-го поколения, он был представлен и выпущен на мероприятии Apple для СМИ 9 сентября 2008 года. Он совместим с iOS до 4.2.1, выпущенной 22 ноября 2010 года.

## История
iPod Touch второго поколения продавался только в моделях на 8 ГБ, 16 ГБ и 32 ГБ. Существуют две версии устройства, одна со старым загрузочным ПЗУ, который можно использовать с помощью steaks4ce, с более крупной меткой емкости устройства на задней панели. В конце 2009 года Apple представила переработанную версию iPod touch второго поколения под названием модели MC, которая была доступна только в варианте на 8 ГБ. В нем использовалась более новая версия загрузочного ПЗУ, в которой исправлен эксплойт загрузочного ПЗУ steaks4ce, и он имеет меньшую метку емкости устройства, аналогичную метке iPod touch 3-го поколения.

## Функции

### Программное обеспечение
Он полностью поддерживает iPhone OS 3, но имеет ограниченную поддержку iOS 4 и не получил поддержки обоев домашнего экрана, многозадачности или Game Center, и никогда не получал iOS 4.3.